# Metacresol
Metacresol is een organische verbinding met als brutoformule C7H8O. De stof komt voor als een kleurloze tot lichtgele vloeistof, die matig oplosbaar is in water. Metacresol is een structuurisomeer van orthocresol en paracresol.

## Toepassingen
Metacresol is afgeleid van fenol en werd in het verleden veel gebruikt als ontsmettingsmiddel in ziekenhuizen. Tegenwoordig worden daar andere stoffen voor gebruikt die minder giftig zijn. De stof wordt wel nog gebruikt als oplosmiddel voor polymeren.
De reactie van metacresol met propeen geeft thymol en als nevenproduct 4-isopropyl-3-methylfenol (IPMP). IPMP vindt toepassing als antimicrobieel middel in cosmetica, shampoos en mondspoelmiddelen.